# Лихолєтов Петро Якович
Петро́ Я́кович Лихолє́тов (* 18 липня 1917, Харцизьк — † 13 липня 1945) — радянський військовий льотчик, Герой Радянського Союзу (1944), у роки німецько-радянської війни командир ескадрильї 159-го винищувального авіаційного полку 275-ї винищувальної авіаційної дивізії 13-ї повітряної армії Ленінградського фронту.

## Біографія
Народився 18 липня 1917 року в селищі Харцизьк (нині місто Донецької області), в родині робітника. Росіянин. З 1924 року жив в селищі Оленівські Кар'єри (нині місто Докучаєвськ). Закінчив середню школу, робфак та фабрично-заводське училище. Працював слюсарем-аккумуляторщиком на копальнях Донбасу. З 1937 року в рядах Червоної армії. У 1938 році закінчив Харківську військову авіаційну школу льотчиків і літнабов, в 1940 році — Чугуївське військове авіаційне училище льотчиків, в 1941 році — курси командирів ланок у Ленінграді. Служив у Ленінградському військовому окрузі. Учасник Радянсько-фінської війни 1939 — 1940 років.
На фронтах Німецько-радянської війни з червня 1941 року. Воював на Північному та Ленінградському фронтах, де здобув кілька блискучих перемог.
До середини жовтня 1943 року командир ескадрильї 159-го винищувальногоо авіаційного полку (275-та винищувальна авіаційна дивізія, 13-та повітряна армія, Ленінградський фронт) капітан П. Я. Лихолєтов здійснив 382 бойових вильотів, провів 78 повітряних боїв, в яких особисто збив 19 і в групі 5 літаків супротивника. Указом Президії Верховної Ради СРСР від 4 лютого 1944 року за мужність і військову доблесть, проявлені в боях з ворогами, удостоєний звання Героя Радянського Союзу.
Нагороджений орденами Леніна, Червоного Прапора, Вітчизняної війни 1-го ступеня, Червоної Зірки, медаллю «За оборону Ленінграда». 
Помер від ран 13 липня 1945 року. Похований в Ленінграді.

## Вшанування пам'яті

Погруддя Лихолєтова в Докучаєвську

Ім'я Героя носять вулиці в містах Харцизьк і Докучаєвськ. В Докучаєвську також встановлено погруддя Героя (скульптор Сергій Гонтар).